# NGC 4465
NGC 4465 is een spiraalvormig sterrenstelsel in het sterrenbeeld Maagd. Het hemelobject werd op 31 maart 1886 ontdekt door de Franse astronoom Guillaume Bigourdan.

## Synoniemen
- ZWG 42.127
- VCC 1182
- PGC 41157